# Hölö, Värmdö kommun
Hölö är en tidigare småort i Värmdö kommun. Hölö ligger söder om Stavsnäs, längst österut på Fågelbrolandet. Vid 2015 års småortsavgränsning hade småorten vuxit samman med tätorten Stavsnäs.